# Kurima
Kurima é um município da Eslováquia, situado no distrito de Bardejov, na região de Prešov. Tem 15,89 km² de área e sua população em 2018 foi estimada em 1.129 habitantes.

## Demografia
| Ano:        | 1994 | 2004   | 2014   | 2024   |
| ----------- | ---- | ------ | ------ | ------ |
| Broj ljudi: | 1033 | 1072   | 1127   | 1125   |
| Razlika:    |      | +3,77% | +5,13% | -0,17% |

| Ano:               | 2023 | 2024   |
| ------------------ | ---- | ------ |
| Número de pessoas: | 1111 | 1125   |
| Diferença:         |      | +1,26% |